# Scopula fragilis
Scopula fragilis är en fjärilsart som beskrevs av W. Warren 1903. Scopula fragilis ingår i släktet Scopula och familjen mätare. Inga underarter finns listade.